# Elecciones parlamentarias de Kirguistán de 2007
Las elecciones parlamentarias se llevaron a cabo en Kirguistán el 16 de diciembre de 2007, tras haber sido declaradas nulas las de 2005 por la Revolución de los Tulipanes, que derrocó a Askar Akayev y llevó a la presidencia a Kurmanbek Bakíev. Tras un referéndum constitucional controvertido, se aprobó una nueva constitución que establecía un parlamento con 90 concejales y la introducción de un sistema de listas electorales. Fueron las únicas elecciones parlamentarias realizadas bajo esta constitución, ya que Bakíev sería derrocado en 2010.

## Campañas
Veintidós partidos se presentaron para participar en la elección, pero algunos fueron reconsiderados y seis fueron rechazados por las autoridades, en particular Taza Koom ("Sociedad Limpia"). De este modo los siguientes partidos participaron en las elecciones:
- Partido Socialista Ata-Meken
- Partido de los Comunistas de Kirguistán
- Ar-Namys
- Aalam
- Erkindik
- Asaba
- Partido Socialdemócrata de Kirguistán
- Jangy Kuech
- Ak Jol
- Erkin Kirguistán

## Controversia
El 28 de noviembre de 2007, el primer ministro Almazbek Atambayev del Partido Socialdemócrata renunció y Iskenderbek Aidaraliyev se convirtió en primer ministro en funciones hasta la elección; la renuncia se debió a que Atambayev acusó a Bakíev de fraudulento, negándose a participar en las elecciones.